# Makea Karika George Pa
Makea Karika George Pa, né le 1er août 1893 à Avarua, Rarotonga, îles Cook et mort le 5 mai 1949 à Ratatonga, est une personnalité des îles Cook.

## Biographie
Il est le fils aîné de Makea Karika Takau Tuaraupoko Mokoroa ki Aitu, l’un des trois ariki de Teauotonga. Il fait ses études à l’école de la London Missionary Society d’Avarua. Le 14 juillet 1915, il épouse Ngapoko Wilson (Kamoe Mataiapo).  De leur union devaient naître 11 enfants : Margaret, Tepeta, Tekura, Pa Tuaivi, Ani, Rakera, Uatini, Tekao, Takau, Amota, Teremoana. 
En 1916, alors employé au bureau d’Avarua de la compagnie néo-zélandaise Union Steam Ship, il s’engage dans le corps expéditionnaire néo-zélandais de l’ANZAC. Nommé rapidement sergent, il participe en décembre 1917 avec les 500 autres insulaires des Cook engagés, à la prise de Jérusalem sur les Turcs. Il obtient en février 1918, la « Distinguished Conduct Medal ». 
Lorsqu’il rentre à Rarotonga en 1919, il souffre de tuberculose. Il ne reprend pas son travail au sein de l’Union Steam Ship Company, préférant cultiver les terres familiales. De même que les autres engagés des Cook et contrairement aux autres citoyens néo-zélandais, il n’obtiendra jamais de pension d’ancien combattant.
En 1942, il succède à sa mère au titre de Makea Karika Ariki. Il devient également membre du Conseil insulaire de Rarotonga. Il meurt le 5 mai 1949. Sa fille aînée Makea Karika Takau Margaret Ariki, lui succède à la tête de la chefferie.

## Sources
- Scott, D. Years of the pooh-bah. Rarotonga, 1991.
- Fairfax, Denis. Karika, Pa George 1893 - 1949. Dictionary of New Zealand Biography, mise à pour 22 juin 2007.